# Crypsithyrodes auriculata
Crypsithyrodes auriculata är en fjärilsart som beskrevs av Edward Meyrick 1917. Crypsithyrodes auriculata ingår i släktet Crypsithyrodes och familjen äkta malar. Inga underarter finns listade i Catalogue of Life.